# Dániel Ernő (politikus)
Szamosújvárnémeti báró Dániel Ernő (Elemér, 1843. május 3. – Balatonfüred, 1923. július 24.) vármegyei tisztviselő, ügyvéd, politikus, miniszter.

## Családja
Az erdélyi örmény nemesi Dániel család leszármazottja (eredeti név: Tánielián, Thoros, Thoderas).    A Dániel család Erdélyben örmény kereskedőkként települtek le Szamosújváron és Erzsébetvároson. Kiss Ernő aradi vértanú unokája. 

## Életpályája
Gimnáziumi tanulmányait Temesváron, jogi tanulmányait a budapesti egyetemen végezte. 1865-ben Torontál vármegye tiszteletbeli aljegyzőjévé, 1867-ben szolgabíróvá nevezték ki. 1868-ban, miután ügyvédi diplomát szerzett, törvényszéki ülnökké választották. 1870-től mint Deák-párti a bégaszentgyörgyi kerület képviselője;, ugyanezt a kerületet képviselte az 1872. és 1875. évi országgyűlésen. 1878-tól a Torontál vármegyei Nagybecskerek város választókerületek szabadelvű-párti képviselője. 1884–1906 között a pancsovai választókerületet képviselte, amelynek mandátumát 1905-ben szerb nemzetiségi jelölt ellenében nyerte el, míg az 1906. évi általános választások alkalmával (ugyanebben a kerületben) veszített. Pártjának pénzügyi és gazdasági szakértője, ár-mentesítési és vasútügyekkel foglalkozott. 1895-ig a Pesti Hazai Első Takarékpénztár és a Hazai Bank elnöke. 1895. január 15. és 1899. február 26. között a Bánffy-kormány kereskedelemügyi minisztere volt. 1896-tól báró. Az ő hivatali ideje alatt fejezték be a Vaskapu szabályozását. Jelentős szerepe volt a millenniumi ünnepségek rendezésében. 1906–1910 között a főrendiház tagja volt. 1910-ben nemzeti munkapárti programmal ismét országgyűlési képviselővé választották.